# Episodi di Sailor Moon R
Lista degli episodi di Sailor Moon R (美少女戦士セーラームーン Ｒ?, Bishōjo senshi Sērā Mūn R), seconda serie dell'omonimo anime, trasposizione animata dei capitoli dal 15 al 26 del manga di Naoko Takeuchi. È stata trasmessa in Giappone su TV Asahi dal 6 marzo 1993 al 12 marzo 1994.
In Italia il cartone  animato è stato mandato in onda su Canale 5 dal 5 ottobre al 22 novembre 1995 con il titolo Sailor Moon, la luna splende.
La sigla originale di apertura è Moonlight densetsu (ムーンライト伝説? lett. "La leggenda della luce lunare") di DALI, mentre quella di chiusura è Otome no policy (乙女のポリシー? lett. "L'educazione di una ragazza") di Yōko Ishida. 
La sigla italiana "Sailor Moon, la luna splende" è cantata da Cristina D'Avena.

## Lista episodi
| Nº      | Titolo italiano Giapponese 「Kanji」 - Rōmaji - Traduzione letterale | In onda           | In onda                |
| Nº      | Titolo italiano Giapponese 「Kanji」 - Rōmaji - Traduzione letterale | Giapponese        | Italiano               |
| 1 (47)  | Il ritorno di Sailor Moon 「ムーン復活！謎のエイリアン出現」 - Mūn fukkatsu! Nazo no eirian shutsugen – "La rinascita di Moon! Appare un alieno misterioso" | 6 marzo 1993      | 5 ottobre 1995         |
| 1 (47)  | Sono passati due mesi dal termine della battaglia contro il Regno delle Tenebre. Le cinque ragazze, assieme a Mamoru (Milord), grazie al potere miracoloso del Cristallo d'Argento sono resuscitate ed hanno ripreso la loro vita d'ogni giorno come tutte le ragazze della loro età, senza più alcun ricordo di ciò che è accaduto loro. Usagi (Bunny) rimane l'allegra pasticciona di sempre, con Mamoru (Milord) che incontrandola la prende sempre in giro. Tuttavia una nuova minaccia si profila all'orizzonte: due alieni, Ail e An (Ali e An), sono appena giunti sulla Terra in cerca d'energia per poter in tal modo alimentare quello che sembra un misterioso albero. Camuffati da studenti, iniziano a frequentare la stessa scuola di Usagi (Bunny) coi nomi di Seijūrō e Natsumi Ginga. Dopo che un mostro da loro creato comincia a rubare l'energia agli umani, per Luna non v'è altra scelta che quella di risvegliare i ricordi di Usagi (Bunny) per trasformarsi in Sailor Moon. La guerriera sconfigge il nemico, ma la preoccupazione invade presto il suo cuore pensando che non le sarà più possibile riuscire a condurre la vita di una semplice adolescente. |                   |                        |
| 2 (48)  | Le guerriere Sailor di nuovo insieme 「愛と正義ゆえ！セーラー戦士再び」 - Ai to seigi yue! Sērā senshi futatabi – "Per l'amore e la giustizia! Di nuovo guerriere Sailor" | 13 marzo 1993     | 6 ottobre 1995         |
| 2 (48)  | Un produttore sta cercando una nuova star per il suo prossimo film. Tra le ragazze che sono state selezionate per partecipare al provino troviamo Ami, Rei, Makoto e Minako (Amy, Rea, Morea, Marta), mentre Usagi si trova ad accompagnare la cara amica Naru (Mina); appena s'incontrano sentono dentro di loro qualcosa di strano, come se si conoscessero già molto bene. Ail e An (Alì e An) si sono impossessati dello studio e stanno tendendo un tranello per impossessarsi dell'energia delle ragazze. Usagi (Bunny) incontra e si scontra lungo i corridoi con Mamoru (Milord) e Natsumi (An), e inizia subito a battibeccare con quest'ultima, la quale sembra molto attratta dal ragazzo. Usagi scopre poi il piano dei malvagi e deve così entrare in azione come Sailor Moon; Luna, vedendola in difficoltà, fa ritornare i ricordi anche alle altre quattro ragazze. Le guerriere incaricate di proteggere Usagi Tsukino (principessa Serenity) sono così nuovamente tornate in azione a difesa del bene: il mostro viene presto distrutto. |                   |                        |
| 3 (49)  | Il Cavaliere della Luna 「白いバラは誰に？月影の騎士登場」 - Shiroi bara wa dare ni? Tsukikage no Naito tōjō – "Per chi è la rosa bianca? Appare il Cavaliere dell'Ombra Lunare" | 20 marzo 1993     | 7 ottobre 1995         |
| 3 (49)  | Un nuovo mostro viene liberato da Ail e An (Alì e An) e attacca Makoto (Morea), ma un suo caro amico riesce a difenderla ferendosi però a sua volta; il mostro viene messo in fuga ma il ragazzo è trasportato d'urgenza in ospedale. Makoto (Morea) decide senza esitazione di donare gran parte del suo sangue all'amico per permettergli di tornare quanto prima in salute. Successivamente le ragazze s'incontrano al tempio di Rei (Rea) per discutere sul da farsi e mettere in atto un qualche piano d'attacco, ma presto il mostro torna a colpire. Usagi (Bunny), giunta in ritardo come sempre, tenta di trattenere Sailor Jupiter, alquanto indebolita per aver donato precedentemente il sangue. Quando tutto sembra perduto e il mostro pare sopraffare le guerriere, ecco che appare un uomo tutto avvolto in una lunga tunica bianca, che si presenta come il Tsukikage no Knight (Cavaliere della Luna) e salva la situazione. A Usagi (Bunny) sorge subito il dubbio che egli possa essere Tuxedo Kamen (Milord). |                   |                        |
| 4 (50)  | Realtà virtuale… o vera? 「うさぎの危機！ティアラ作動せず」 - Usagi no kiki! Tiara sadōsezu – "La crisi di Usagi! La tiara non funziona" | 10 aprile 1993    | 9 ottobre 1995         |
| 4 (50)  | Un nuovo parco dei divertimenti dedicato interamente ai giochi virtuali è appena stato installato in città e Usagi muore letteralmente dalla voglia d'andarci. Anche An ne viene a conoscenza e, incontrato casualmente Mamoru, cerca d'invitarlo; anche Ail, attratto da Usagi, segue il gruppetto venutosi a formare. Trovano infine anche il padre e il fratellino di Usagi. Appare però presto un mostro reale mandato appositamente da Ail e An per succhiare l'energia agli umani e Mamoru si lancia in difesa di Usagi, ma tutti vengono salvati dalla provvidenziale apparizione del Tsukikage no Knight; Sailor Moon risulta esser un po' delusa dall'aver scoperto che il Tsukikage no Knight non può essere Tuxedo Kamen. |                   |                        |
| 5 (51)  | La festa dei fiori 「新しき変身！うさぎパワーアップ」 - Atarashiki henshin! Usagi pawā appu – "Nuova trasformazione! Il power up di Usagi" | 17 aprile 1993    | 10 ottobre 1995        |
| 5 (51)  | Le nostre cinque eroine vanno a fare un picnic al parco per la festa dei fiori assieme agli amici di scuola, ma un mostro appare e cattura l'energia di tre di loro; Sailor Moon lo affronta ma scopre presto che il potere della sua tiara sembra svanito nel nulla: trasportata provvisoriamente in una dimensione alternativa, alla guerriera appare Queen Serenity che le fa dono di nuovi poteri. Resasi conto che si è trovata in difficoltà a causa del suo rifiuto interiore di essere di nuovo una guerriera Sailor, rafforzata e arricchita da nuovo coraggio e forza rinnovata, Sailor Moon sceglie di lottare a protezione di coloro che più ama. Utilizzando la nuova tecnica appena insegnatale dalla madre, torna nel mondo reale presente e sconfigge il mostro. |                   |                        |
| 6 (52)  | Il nuovo potere di Sailor Venus 「狙われた園児！ヴィーナス大活躍」 - Nerawareta enji! Vīnasu dai katsuyaku – "Asili sotto tiro! Le grandi azioni di Venus" | 24 aprile 1993    | 11 ottobre 1995        |
| 6 (52)  | Minako fa amicizia con una bambina che si dimostra subito essere una grande ammiratrice di Sailor Moon; purtroppo per lei però gli altri bambini che frequentano il suo stesso asilo non credono affatto nell'esistenza della guerriera e la prendono in giro per la sua ingenuità. Un nuovo mostro appare e inizia ad attaccare proprio gli asili cittadini, per assimilare la gran quantità d'energia presente nei piccoli umani. Ami, attraverso i suoi calcoli, indica quale sarà il prossimo obiettivo del mostro: proprio la scuola materna frequentata dalla giovane amica di Minako. Quest'ultima sale nell'autobus assieme ai piccoli accompagnata da Usagi che si è mimetizzata da insegnante; si preparano ad affrontare il mostro non appena questi si presenterà. Quando ciò accade, il fortissimo desiderio di difendere l'incolumità dei bambini conferisce a Sailor Venus il rafforzamento dei suoi poteri e le fa utilizzare una nuova tecnica di combattimento. Tutti i bimbi da quel momento in poi diventano grandi fan delle due guerriere. |                   |                        |
| 7 (53)  | Baby sitter improvvisati 「衛とうさぎのベビーシッター騒動」 - Mamoru to Usagi no bebīshittā sōdō – "La sommossa di Mamoru e Usagi come baby sitter" | 1º maggio 1993    | 12 ottobre 1995        |
| 7 (53)  | Un mostro sta attaccando un asilo nido per rubare tutta l'energia ai neonati; Usagi, Ami e Mamoru conducono all'ospedale una delle madri rimaste ferite durante l'aggressione. Dopo aver appreso che non c'è nessun parente pronto a prendersi cura del bimbo in attesa che la donna si ristabilisca, Mamoru si offre di tenerlo con sé. Portatolo a casa, mentre lui prepara il biberon Usagi lo cambia, scoprendo con sua somma sorpresa essere un maschietto (fino ad allora lo avevano creduto una femminuccia): anche An si presenta, con la scusa d'aiutare, ma il neonato non sembra apprezzare la sua vicinanza e compagnia mettendosi a piangere e facendogli la pipì in faccia. Appena il mostro ricompare Sailor Mercury, arrabbiatissima per gli attacchi contro i neonati indifesi sviluppa e acquisisce un nuovo potere che viene così a rafforzare notevolmente le sue tecniche, dando infine a Sailor Moon la possibilità d'annientarlo. |                   |                        |
| 8 (54)  | Il debutto di Rea 「文化祭は私のため！？レイ女王熱唱」 - Bunkasai wa watashi no tame!? Rei joō nesshō – "Il festival culturale è giusto per me!? La regina Rei canta" | 8 maggio 1993     | 13 ottobre 1995        |
| 8 (54)  | Rei si sta occupando con molto impegno e serietà dell'organizzazione di un musical per il festival culturale scolastico: sarà questo il suo debutto come cantante. Ma durante la presentazione ecco comparire un mostro che ruba tutta l'energia ai presenti; Sailor Mars, infuriata per il fatto che il suo show sia stato così miseramente rovinato, dopo tutta la fatica spesa, fa uscir da sé una nuova potente forza che viene così ad arricchire le sue già notevoli capacità di lotta. |                   |                        |
| 9 (55)  | L'amore è… 「月影は星十郎？燃えるまこちゃん」 - Tsukikage wa Seijūrō? Moeru Mako-chan – "L'Ombra Lunare è Seijūrō? Mako arde" | 22 maggio 1993    | 14 ottobre 1995        |
| 9 (55)  | Makoto inizia a credere che il Tsukikage no Knight possa essere in realtà Ail, nei cui confronti tra l'altro s'è presa una cotta, questo perché il ragazzo è giunto nella loro scuola proprio in contemporanea delle prime apparizioni del Tsukikage no Knight. Makoto a questo punto inizia a offrirgli il pranzo, nel tentativo d'avvicinarlo sempre più a sé, ma An fa vedere subito d'esser estremamente gelosa. Ail non sembra capire il motivo per cui quando una ragazza mostra un interesse romantico verso un compagno questa gli debba offrire il pranzo: mentre Makoto prova a spiegarglielo, An sempre più aggressiva s'intromette interrompendoli. Quando appare un nuovo mostro Sailor Jupiter, più che mai decisa nel credere alla forza dell'amore, produce facendo uscir da sé un'ulteriore potente tecnica che gli permette di aver la meglio sulle forze del male. Si convince infine che Seijūrō (Ail) non può essere il Tsukikage no Knight. |                   |                        |
| 10 (56) | Operazione Biancaneve 「衛のキス奪え！アンの白雪姫作戦」 - Mamoru no kisu ubae! An no Shirayuki-hime sakusen – "Strappare un bacio a Mamoru! Il piano Biancaneve di Ann" | 29 maggio 1993    | 16 ottobre 1995        |
| 10 (56) | Le cinque amiche vengono a sapere che Mamoru sta aiutando a montare uno spettacolo teatrale dedicato a Biancaneve, ma a causa di incomprensioni tra le parti viene a trovarsi infine senza attori, inizia così a cercare nuove persone. Tutte le ragazze sembrano aver le loro buone ragioni per cercar di esser Biancaneve, soprattutto Usagi e An, che sperano così di esser baciate da Mamoru che ha la parte del principe. Barando An riesce a ottenere la parte tanto ambita; ma a questo punto è Ail a esser arrabbiato e geloso con lei, vorrebbe invece aver avuto lui la parte del principe per poter in tal modo baciare Usagi; manda quindi un mostro contro i presenti proprio durante la prima dello spettacolo. Le guerriere Sailor prontamente intervengono con un fuori programma e gli spettatori finiscono con il divertirsi e apprezzare molto questa originale e mai veduta prima rappresentazione di Biancaneve. |                   |                        |
| 11 (57) | Pericolo al doposcuola 「放課後にご用心！狙われたうさぎ」 - Hōkago ni goyōshin! Nerawareta Usagi – "In guardia al doposcuola! Usagi presa di mira" | 5 giugno 1993     | 17 ottobre 1995        |
| 11 (57) | A causa dei continui fallimenti subiti per colpa degli inopportuni interventi delle guerriere, il Makaiju (Albero dell'Oscurità dell'adattamento italiano) da loro custodito sembra sempre più indebolirsi: Ail e An si rendono ben conto che se l'albero dovesse morire anche loro sarebbero destinati senza possibilità di scampo a perire. Poiché Usagi e An non hanno eseguito i compiti assegnatigli, vengono punite dall'insegnante che le tiene chiuse in classe anche dopo il termine delle lezioni; in seguito però va a un appuntamento col fidanzato dimenticando del tutto le ragazze. Usagi e An competono su chi riuscirà a terminare per prima gli esercizi: chi perde dovrà rinunciare a Mamoru. Ail lancia all'attacco un mostro, il quale non sembra però obbedire al suo ordine, aggredire Mamoru, dirigendosi invece verso la scuola. Nel frattempo An sempre più indebolita per la mancanza d'energia, trasformatasi cerca senza però riuscirci a prendere quella di cui è ricolma Usagi. Con l'arrivo della altre guerriere anche stavolta il mostro è sconfitto, ma Ail e An non riescono proprio a spiegarsi il motivo per cui stavolta il mostro non rispondesse ai loro comandi. |                   |                        |
| 12 (58) | L'albero misterioso 「すれちがう愛の心！怒りの魔界樹」 - Surechigau ai no kokoro! Ikari no Makaiju – "I cuori d'amore contrastante! Makaiju furioso" | 12 giugno 1993    | 18 ottobre 1995        |
| 12 (58) | Ail e An da diversi giorni sono assenti da scuola così Usagi, Ami e Makoto decidono di andarli a trovare al loro appartamento. Una volta giunte, Usagi scopre la stanza segreta dove è nascosto il Makaiju ma non fa in tempo a entrarvi perché An, infastidita, caccia via le ragazze. Le tre guerriere Sailor però hanno capito che c'è qualcosa di strano, così il giorno dopo Usagi decide di tornare a casa dei due alieni insieme a Mamoru (incontrato casualmente). I due giungono a destinazione e An costringe Usagi a entrare nella stanza: qui la ragazza viene catturata da un mostro proprio mentre l'albero si risveglia. Nel frattempo anche le altre guerriere giungono sul posto. |                   |                        |
| 13 (59) | I misteri si svelano 「めざめる真実の愛！魔界樹の秘密」 - Mezameru shinjitsu no ai! Makaiju no himitsu – "Il vero amore si desta! Il segreto di Makaiju" | 19 giugno 1993    | 19 ottobre 1995        |
| 13 (59) | Le guerriere Sailor iniziano lo scontro con il Makaiju che però sembra prevalere. Intanto Ail e An svelano la loro vera identità e Usagi è costretta a trasformarsi in Sailor Moon per difendere Mamoru. Proprio in questo momento i due alieni si rendono conto dell'amore che provano l'uno per l'altra i due ragazzi e feriti nell'orgoglio ordinano all'albero di distruggere la Terra. L'albero però non obbedisce più agli ordini degli alieni quindi ferisce mortalmente An, ma mentre sta per uccidere anche Ail, comincia a parlare e racconta di come abbia causato di proposito il suo invecchiamento per far capire ai suoi "figli" che l'unica cosa di cui avevano veramente bisogno non era l'energia degli esseri umani ma solo amore. Così riporta in vita An e chiede a Sailor Moon di purificarlo. Nel frattempo giunge anche il Tsukikage no Knight che spiega di essere la "seconda emanazione" di Tuxedo Kamen e che ora quest'ultimo può finalmente riacquistare la memoria. Infine Ail e An partono per lo spazio con un germoglio dell'albero. |                   |                        |
| 14 (60) | La sosia misteriosa 「天使？悪魔？空から来た謎の少女」 - Tenshi? Akuma? Sora kara kita nazo no shōjo – "Un angelo? Un demone? La misteriosa ragazzina venuta dal cielo" | 26 giugno 1993    | 20 ottobre 1995        |
| 14 (60) | Mentre Mamoru e Usagi stanno trascorrendo una giornata romantica, piomba dal cielo una bambina molto simile a Usagi che chiede a quest'ultima di consegnarle il Cristallo d'Argento per poi dileguarsi. Quando torna a casa, Usagi viene informata da sua madre che la bambina è sua cugina (in realtà la ragazzina ha ipnotizzato i suoi familiari). Intanto giungono sulla Terra a bordo di un'astronave degli strani personaggi che dicono di venire da Black Moon; una di loro attacca la misteriosa bambina per ucciderla ma viene fermata dall'intervento di Sailor Moon e, prima di fuggire, la nemica dirà di chiamarsi Koan e di essere una delle quattro sorelle Ayakashi. |                   |                        |
| 15 (61) | L'abbandono 「うさぎ大ショック！衛の絶交宣言」 - Usagi dai shokku! Mamoru no zekkō sengen – "Il grande shock di Usagi! La dichiarazione di rottura di Mamoru" | 3 luglio 1993     | 21 ottobre 1995        |
| 15 (61) | Mamoru ha una visione in cui la futura principessa di Crystal Tokyo ossia Usagi è sola e triste. Decide quindi di lasciare Usagi pensando di salvarla dalla sorte che la aspetterà, Usagi tenterà in tutti i modi di fargli cambiare idea senza successo. Alla fine dell'episodio i due sconfiggono un mostro, Mamoru se ne va dicendo addio a Sailor Moon, lei giura che riuscirà a riconquistarlo. In realtà lui la ama ancora. |                   |                        |
| 16 (62) | La borsa di studio 「戦士の友情！さよなら亜美ちゃん」 - Senshi no yūjō! Sayonara Ami-chan – "L'amicizia delle guerriere! Addio Ami" | 10 luglio 1993    | 23 ottobre 1995        |
| 16 (62) | Chibiusa, con la scusa di farsi aiutare a studiare, chiede a Ami di potersi trasferire a casa sua per avere l'occasione di cercare il Cristallo d'Argento, senza però riuscire a trovarlo. Ami riceve una borsa di studio per andare a studiare in Germania, ma è indecisa, non vorrebbe lasciare le sue amiche e il suo ruolo di guerriera Sailor. Intanto Usagi e le altre capiscono che dovranno cavarsela da sole perché non è giusto privare Ami della sua vita da ragazza normale e vorrebbero organizzarle una festa d'addio per incoraggiarla a inseguire il suo sogno e salutarla, Ami accetta di partire ma rifiuta la festa per paura di non riuscire poi a separarsi dalle amiche. Minako propone alle ragazze di andare a salutarla all'aeroporto, ma proprio prima di prendere l'autobus serve l'intervento delle guerriere in una gelateria presa d'assalto dal nemico che sta trasformando i clienti in statue di ghiaccio. All'aeroporto a salutare Ami vanno solo Chibiusa e Mamoru, che porta ad Ami i suoi nuovi oggetti magici. La ragazza capisce che le sue amiche non sono andate a dirle addio perché in pericolo, si fa allora accompagnare da Mamoru dalle sue amiche, e le aiuta a sconfiggere il mostro. Decide di rimanere una guerriera e di continuare a studiare in città per non abbandonare il suo sogno di diventare medico.                                                             |                   |                        |
| 17 (63) | Muscoli e bellezza 「女は強く美しく！レイの新必殺技」 - Onna wa tsuyoku utsukushiku! Rei no shin hissatsu waza – "Le ragazze devono essere forti e belle! Il nuovo attacco di Rei" | 24 luglio 1993    | 24 ottobre 1995        |
| 17 (63) | Il nonno di Rei decide di buttarsi in una nuova attività: la palestra "Difesa e bellezza", un mix di difesa personale e ginnastica artistica. Purtroppo però la palestra viene infestata dal potere nero di Koan che convince il nonno ad assumerla come istruttrice al posto del povero Yuichiro. Il potere nero trasformerà le allieve in ragazze molto aggressive, il nonno cercherà di calmare gli animi ma si troverà a dover combattere con il mostro di Koan, una delle quattro sorelle Ayakashi. Arriverà Rei in suo soccorso a fargli scudo con il suo corpo, purtroppo però il mostro riesce a colpire il nonno lasciandolo svenuto tra le braccia di Rei. Grazie all'intervento di Sailor Moon e Tuxedo Kamen il mostro sarà sconfitto. Koan allora si scaglia su Sailor Moon per darle una lezione, ma Sailor Mars, decisa a vendicare suo nonno, interviene riuscendo a sviluppare un nuovo potere vincendo la sfida. Tutto è tranquillo adesso, Sailor Moon ringrazia Tuxedo Kamen per il suo aiuto e gli promette di iscriversi alla palestra del nonno per diventare più forte e coraggiosa. Tuxedo Kamen però risponde bruscamente che non gli interessano più le sue decisioni e va via (chiedendole scusa tra sé e sé). Il nonno di Rei sta bene e trasforma la palestra in una scuola di danza in cui Yuichiro sarà l'istruttore, ma per ora la sola allieva è la piccola Chibiusa.                      |                   |                        |
| 18 (64) | Il segreto di Chibiusa 「銀水晶を求めて！ちびうさの秘密」 - Ginsuishō o motomete! Chibiusa no himitsu – "Cercando il Cristallo d'Argento! Il segreto di Chibiusa" | 31 luglio 1993    | 25 ottobre 1995        |
| 18 (64) | Una bufera viene scatenata sulla città dalle sorelle Ayakashi. Chibiusa scappa nella pioggia sognando di ritrovare i suoi veri genitori, sentendosi sola e abbandonata in un mondo non suo. Luna P riesce a metterla in contatto virtuale con Puu (Setsuna Meiou) con la quale si sfoga dicendole: "Puu voglio tornare nel passato dove c'è la mia mamma! Puu voglio usare questa chiave del tempo e tornare indietro dove ci sono mamma e tutti gli altri". Ma la voce la sprona a non essere così debole e la avverte che usare la chiave senza pensieri per viaggiare nel tempo sarebbe pericoloso. Pur capendo quanto sia difficile per lei, Puu cerca di calmarla spiegandole che serve il Cristallo d'Argento per salvare la sua mamma, chiedendole di aspettare ancora un po' in questo mondo perché un giorno i cattivi saranno annientati e verrà un tempo di felicità e per questo deve tenere duro fino a quel giorno. Chibiusa ciononostante vuole tornare a tutti i costi da dove è venuta e finisce per sprigionare involontariamente una forte energia, così viene trovata dal mostro e poco dopo da Usagi e Mamoru, che con le guerriere Sailor sconfiggono il nemico. La bambina si scusa con tutti per aver provocato l'onda di energia e confessa ai suoi amici di avere nostalgia di casa e di voler tanto tornare dai suoi genitori. La pioggia è passata e si apre nel cielo un bellissimo arcobaleno. |                   |                        |
| 19 (65) | Liti per amore 「恋の論争！美奈子とまことが対立」 - Koi no ronsō! Minako to Makoto ga tairitsu – "Disputa d'amore! Minako e Makoto si confrontano" | 14 agosto 1993    | 26 ottobre 1995        |
| 19 (65) | Minako e Makoto si danno appuntamento al parco con Usagi e Chibiusa per andare al nuovo negozio di pietre preziose appena aperto in città. Una volta entrare iniziano a curiosare sui benefici dei prodotti. Alla cassa ci sono due commesse che hanno intenzioni maligne verso la clientela: la loro intenzione è del tutto diversa da ciò che vendono, ovvero creare pensieri negativi tramite le pietre che mostrano al banco. Si tratta di Calaveras e di Petz della famiglia di Black Moon. Minako e Makoto ammirano la bellezza delle pietre parlando a malincuore delle rispettive delusioni in amore. Mamoru, arrivato all'improvviso nel negozio, suscita un battibecco tra Usagi e Chibiusa per difendere ognuna il suo Mamoru. Avendone abbastanza della confusione creatasi, le nemiche entrano in azione rivelando alle ragazze che scoprono le loro cattive intenzioni. Con un estintore Minako crea una nube di fumo per depistarle ed entra in azione con Sailor Jupiter. Ma vengono presto intrappolate dal mostro dei nemici. Nel frattempo arrivano Sailor Mars e Sailor Mercury che hanno avvertito il pericolo. Aspettando il momento giusto, dopo aver portato al sicuro Chibiusa, Usagi si trasforma in Salor Moon e con il potere dello Scettro Lunare riesce a sconfiggere il mostro. Ma forse Chibiusa ha visto tutto rimanendo stupita.                                                           |                   |                        |
| 20 (66) | Chi sa preparare il curry? 「うさぎの親心？カレーな三角関係」 - Usagi no oyagokoro? Karē na sankaku kankei – "Usagi mamma amorevole? Triangolo con il curry" | 21 agosto 1993    | 27 ottobre 1995        |
| 20 (66) | Chibiusa deve preparare per la scuola un piatto a base di curry e chiede aiuto a Usagi e Mamoru. Usagi non sapendo affatto come si cucini si ritrova con le sue amiche a casa di Makoto che le insegna a preparare un perfetto riso al curry. Per prendere gli ingredienti Chibiusa, Mamoru e Usagi si recano al supermercato. La famiglia di Black Moon ha ingaggiato Calaveras e Petz per contaminare il supermercato di magia nera, assorbendo l'energia alle persone con i loro frutti oscuri. Mamoru si accorge che la merce è andata a male e che si nasconde qualcosa di malvagio dietro all'accaduto. Nel frattempo Chibiusa incontra Rei e le chiede se sa preparare il curry. In direzione del supermercato Rei avverte negatività provenire dal supermercato e si affretta a raggiungere Usagi. Le nemiche entrano in azione mettendo in gioco il mostro. Usagi si trasforma in Sailor moon per difendere la povera gente attaccata ingiustamente aiutata da Tuxedo Kamen, Sailor Mars, Sailor Mercury, Sailor Venus e Sailor Jupiter. A casa di Mamoru, Usagi prepara il riso al curry e riesce a dimostrare di essere una brava cuoca. |                   |                        |
| 21 (67) | Vacanze esotiche 「海よ鳥よバカンスよ！戦士の休息」 - Umi yo shima yo bakansu yo! Senshi no kyūsoku – "Oceano, isole, vacanze! Le guerriere in relax" | 28 agosto 1993    | 28 ottobre 1995        |
| 21 (67) | Le ragazze sapendo che Rei è partita per un'isola tropicale (anche se per allenarsi negli esercizi di meditazione) decidono di raggiungerla per le vacanze estive. Verso l'ora di pranzo Chibiusa si allontana dalle ragazze per andare al mare, ma la corrente la trascina al largo. Le ragazze si mettono alla ricerca di Chibiusa, ma viene salvata da un cucciolo di plesiosauro che però si ferisce cercando di salvarla dagli squali e portando così la bambina su un'isola vulcanica sull'orlo dell'eruzione. Alla fine il vulcano erutta e il piccolo dinosauro rimane imprigionato sotto le macerie nell'isola insieme alla madre che l'aveva raggiunto un paio di minuti prima. Le sailor si trasformano per salvare a tutti. |                   |                        |
| 22 (68) | Proteggere Chibiusa 「ちびうさを守れ！１０戦士の大激戦」 - Chibiusa o mamore! 10 senshi no daigekisen – "Proteggere Chibiusa! La feroce battaglia delle 10 guerriere" | 11 settembre 1993 | 30 ottobre 1995        |
| 22 (68) | Chibiusa cerca di tornare nel futuro perché sente di non appartenere al presente, ma Koan e Berthier la sorprendono e la attaccano. Riesce a fuggire, anche grazie a Luna, ma in seguito le quattro Sorelle Ayakashi e il loro capo Rubeus combattono contro Sailor Moon e le altre Sailor, che cercano di proteggere Chibiusa. |                   |                        |
| 23 (69) | Incubi 「目覚めよ眠れる美少女！衛の苦悩」 - Mezameyo nemureru bishōjo! Mamoru no kunō – "Risvegliati dormiente bellezza! L'angoscia di Mamoru" | 26 settembre 1993 | 31 ottobre 1995        |
| 23 (69) | Mamoru continua ad avere incubi profetici su Usagi e interroga la voce che gli dice di stare lontano da lei. Nel frattempo, la Luna Nera attacca ancora una volta Chibiusa. Le Sailor la salvano, ma un droide fa cadere Sailor Moon in un sonno profondo, facendole sognare Mamoru. Per paura di perdere Usagi, Mamoru si precipita al suo fianco mentre Tuxedo Mask bacia appassionatamente Sailor Moon, risvegliandola. |                   |                        |
| 24 (70) | Delusioni di cuore 「愛の炎の対決！マーズＶＳコーアン」 - Ai no honō no taiketsu! Māzu tai Kōan – "Il conflitto delle fiamme dell'amore! Mars contro Koan" | 2 ottobre 1993    | 1º novembre 1995       |
| 24 (70) | Koan intende catturare Chibiusa al Santuario Hikawa per conquistare il cuore di Rubeus. Tuttavia, Rubeus rifiuta Koan, il che spinge Sailor Mars e Yuichiro Kumada a mostrarle il vero significato del vero amore e dell'amicizia. Grazie al Cristallo d'Argento Koan diventerà umana. |                   |                        |
| 25 (71) | La partita di scacchi 「友情のため！亜美とベルチェ激突」 - Yūjō no tame! Ami to Beruche gekitotsu – "Per l'amicizia! Lo scontro di Ami e Berthier" | 16 ottobre 1993   | 2 novembre 1995        |
| 25 (71) | Berthier sfida Sailor Mercury a una partita a scacchi in modo che possa vendicarsi di lei. Alla fine come la sorella anche lei scopre la potenza del vero amore grazie alle guerriere sailor. Sailor Moon grazie al Cristallo d'Argento darà una nuova vita da umana a Berthier. |                   |                        |
| 26 (72) | Le quattro sorelle persecutrici 「非情のルベウス！哀しみの四姉妹」 - Hijō no Rubeusu! Kanashimi no yonshimai – "Lo spietato Rubeus! Le quattro sorelle del dolore" | 30 ottobre 1993   | 3 novembre 1995        |
| 26 (72) | Rubeus dona lo "Scettro della Luna Nera" alle restanti Sorelle Ayakashi in modo che possano uccidere le guerriere e le due sorelle traditrici una volta per tutte. Nel mezzo, tuttavia, Chibiusa vede accidentalmente le ragazze trasformarsi, scoprendo finalmente che Sailor Mercury, Mars, Jupiter e Venus, sono in realtà, Ami, Rei, Makoto e Minakole, e che Usagi è Sailor Moon e tiene il Cristallo d'Argento. Le sailor salvano Koan e Berthier che erano state rapite da Calaveras e Petz, distrugendo lo scettro. Le quattro sorelle Ayakashi, grazie alle guerriere Sailor, diventano semplici ragazze umane appassionate di cosmetica. |                   |                        |
| 27 (73) | L'UFO 「ＵＦＯ出現！さらわれたＳ戦士達」 - UFO shutsugen! Sarawareta Sērā senshi-tachi – "L'apparizione dell'UFO! Le guerriere Sailor rapite" | 6 novembre 1993   | 4 novembre 1995        |
| 27 (73) | Esmeraude visita Rubeus e lo avverte della sua sostituzione se non si sbarazza delle Guerriere Sailor. Chibiusa, rattristata e confusa dal fatto che Usagi sia Sailor Moon, ruba il Cristallo d'Argento e cerca di tornare nel futuro, ma viene rintarcciata da Rubeus. A causa della sua ingerenza, Rubeus riesce a catturare Sailor Mercury, Mars, Jupiter e Venus. |                   |                        |
| 28 (74) | Battaglia nello spazio 「ルベウスを倒せ！宇宙空間の決戦」 - Rubeusu o taose! Uchū kūkan no kessen – "Sconfiggere Rubeus! La battaglia decisiva nello spazio" | 13 novembre 1993  | 6 novembre 1995        |
| 28 (74) | Rubeus escogita una trappola per attirare Sailor Moon avendo le guerriere Sailor in prigionia, Usagi lo insegue con riluttanza così da venire catturata assieme a Chibiusa a bordo della sua astronave. Lì, lei e Chibiusa devono lavorare insieme nella loro battaglia finale contro Rubeus per salvare le altre Sailor. All'estremo delle forze Rubeus dà fuoco a tutto, le Sailor riescono a teletrasportarsi e invece Rubeus esplode anche perché Esmeraude non l'aiuta. |                   |                        |
| 29 (75) | Una nuova guerriera Sailor 「謎の新戦士 セーラープルート登場」 - Nazo no shin senshi Sērā Purūto tōjō – "La nuova guerriera misteriosa: appare Sailor Pluto" | 20 novembre 1993  | 7 novembre 1995        |
| 29 (75) | Chibiusa è addormentata in un sogno talmente profondo, che le guerriere Sailor non riescono a interrompere, In loro aiuto, arriva Sailor Pluto, che le fa entrare nel subconscio della bambina. In questo modo le ragazze scoprono la Crystal Tokyo del futuro e che la madre è improgionata nel palazzo di Cristallo e deve essere salvata. Abbattendo la presenza che faceva del male a Chibiusa riescono a svegliare la piccola. |                   |                        |
| 30 (76) | La prima missione 「暗黒の魔力！エスメロードの侵略」 - Ankoku no maryoku! Esumerōdo no shinryaku – "Potere magico dell'oscurità! L'invasione di Esmeraude" | 4 dicembre 1993   | 8 novembre 1995        |
| 30 (76) | Esmeraude inizia un nuovo assalto a Tokyo, mirando all'inaugurazione di una pasticceria dove ci sono le Sailor. |                   |                        |
| 31 (77) | L'amore rinasce 「想いは同じ！うさぎと衛の愛再び」 - Omoi wa onaji! Usagi to Mamoru no ai futatabi – "I sentimenti sono gli stessi! Di nuovo amore tra Usagi e Mamoru" | 11 dicembre 1993  | 9 novembre 1995        |
| 31 (77) | Come Mamoru, anche Usagi inizia a fare dei sogni sul loro futuro. Come moda iniziano a girare dei braccialetti considerati speciali, Usagi crede che possa funzionare per far ritornare da lei Mamoru. Sconfiggendo insieme il nemico, Mamoru e Usagi si ricongiungono. |                   |                        |
| 32 (78) | L'influenza 「ヴィーナス美奈子のナース大騒動」 - Vīnasu Minako no nāsu ōsōdō – "Venus Minako infermiera confusionaria" | 18 dicembre 1993  | 10 novembre 1995       |
| 32 (78) | Sembra che tutti in città si siano ammalati, una delle poche persone che si è salvata dall'influenza è Minako, che vuole aiutare le sue amiche a guarire. Combinando però, un guaio dietro l'altro. In realtà Green Esmeraude, usando un mostro, ha fatto ammalare tutta la città. |                   |                        |
| 33 (79) | Le avventure di Artemis 「アルテミスの冒険！魔の動物王国」 - Arutemisu no bōken! Ma no dōbutsu ōkoku – "L'avventura di Artemis! Il regno demoniaco degli animali" | 25 dicembre 1993  | 11 novembre 1995       |
| 33 (79) | Dopo essersi stufato dei rimproveri di Luna, Artemis scappa in un rifugio per animali controllato dall'ultimo droide di Esmeraude. |                   |                        |
| 34 (80) | La copiona 「恐怖の幻影！ひとりぼっちの亜美」 - Kyōfu no gen'ei! Hitoribocchi no Ami – "Una spaventosa illusione! Ami tutta sola" | 8 gennaio 1994    | 13 novembre 1995       |
| 34 (80) | Saphir riprende Esmeraude per non essere ancora arrivata alla conclusione del piano di distruggere la crystal city del passato così lei escogita un piano che attacca la scuola ed Ami passa per una copiona. L'ultimo droide di Esmeraude prende di mira Sailor Mercury, usando i suoi sentimenti di dubbio per cercare di farla rivoltare contro le sue amiche. |                   |                        |
| 35 (81) | Il potere di Chibiusa 「暗黒ゲート完成？狙われた小学校」 - Ankoku gēto kansei? Nerawareta shōgakkō – "Il cancello oscuro aperto? La scuola elementare sotto bersaglio" | 15 gennaio 1994   | 14 novembre 1995       |
| 35 (81) | A Chibiusa passa l'influenza cosi non vede l'ora di tornare a scuola il giorno dopo. I fratelli Boule Chiral e Achiral prendono di mira la scuola di Chibiusa, costringendo la bambina a vedere i suoi amici e compagni di classe rivoltarsi contro di lei, inclusa la sua migliore amica Momoko Momohara. Dopo che Usagi e gli altri hanno aiutato a salvarli, Chibiusa decide finalmente di tornare nel futuro per affrontare i suoi problemi a testa alta. |                   |                        |
| 36 (82) | Futuro arriviamo! 「未来への旅立ち！時空回廊の戦い」 - Mirai e no tabidachi! Jikū kairō no tatakai – "Partenza verso il futuro! Battaglia nel corridoio dello spazio-tempo" | 22 gennaio 1994   | 15 novembre 1995       |
| 36 (82) | Le guerriere Sailor, Milord, Luna e Artemis decidono di viaggiare nel futuro per salvare la madre di Chibiusa. Li Incontrano ancora una volta Sailor Pluto che apre le Porte del Tempo. Una volta nel Corridoio Spazio-Tempo, scoprono che Esmeraude ha pianificato una trappola per loro, inviando Ryuakusu. Dopo una battaglia in piena regola, le Sailor sconfiggono Ryuakusu con l'attacco Planetario Sailor ed entrano nella porta del futuro. |                   |                        |
| 37 (83) | La Luna Nera 「衝撃の未来！デマンドの黒き野望」 - Shōgeki no mirai! Demando no kuroki yabō – "Futuro scioccante! Le oscure ambizioni di Demand" | 29 gennaio 1994   | 16 novembre 1995       |
| 37 (83) | Quando le Sailor arrivano nel futuro, vedono che Crystal Tokyo sembra una città fantasma. Incontrano il re Endymion, che si rivela essere Tuxedo Mask del futuro. Racconta loro la leggenda del Black Moon Clan, e rivela che: Chibiusa è la figlia di Sailor Moon e Tuxedo Mask nel futuro di Crystal Tokyo. Nel frattempo, il leader del clan della Luna Nera, Prince Demande, rapisce Sailor Moon a causa della sua grande somiglianza con la bellissima Neo-Queen Serenity. |                   |                        |
| 38 (84) | Il rimorso 「ワイズマンの魔の手！ちびうさ消滅」 - Waizuman no mashu! Chibiusa shōmetsu – "L'oscura mano di Wiseman! Chibiusa scompare" | 5 febbraio 1994   | 17 novembre 1995       |
| 38 (84) | Sailor Moon e Tuxedo Mask si riuniscono al gruppo, vedono la Regina Serenity per la prima volta e cercano di risvegliarla con il Cristallo d'Argento. Wiseman rapisce Chibiusa dal Crystal Palace e riempie la sua mente di falsi pensieri insinuandole che nessuno la ama e che si prende cura di lei. Nel frattempo, Esmeraude, è andata da lui per farsi incoronare come regina del Prince Demand. Wiseman la inganna, dandole una falsa corona, che la trasforma in un enorme drago, per distrarre Sailor Moon dal suo vero scopo. Alla fine le Sailor e Tuxedo Mask scatenano attacchi contro il drago apparentemente invincibile che ancora non riconoscono come Esmeraude sotto mentite spoglie, e poi Sailor Moon scatena la Moon Princess Halation. Il drago si disintegra e diventa Esmeraude, apparentemente addormentato. Esmeraude scompare, urlando, in un vortice e svanisce nel nulla, ponendo fine alla sua vita. Wiseman ride e gioisce per la sua morte, rivelando che anche Prince Demand e suo fratello Saphir si uniranno presto a Esmeraude. Una risata stranamente familiare echeggia nella stanza. |                   |                        |
| 39 (85) | La Lady Nera 「暗黒の女王 ブラックレディの誕生」 - Ankoku no joō Burakku Redi no tanjō – "La regina oscura, la nascita della Black Lady" | 12 febbraio 1994  | 18 novembre 1995       |
| 39 (85) | Wiseman continua a fare il lavaggio del cervello a Chibiusa e le dice bugie sulla sua famiglia e i suoi amici. Quindi usa la sua magia malvagia per invecchiarla, creando il suo alter-ego più oscuro, Black Lady, per poi usarla per aprire un Portale Oscuro nell'odierna Tokyo. |                   |                        |
| 40 (86) | L'inganno 「サフィール絶命！ワイズマンの罠」 - Safīru zetsumei! Waizuman no wana – "Sapphire muore! La trappola di Wiseman" | 19 febbraio 1994  | 20 novembre 1995       |
| 40 (86) | Wiseman si accorge che Saphir scopre la verità sul suo piano finale e lo costringe a fuggire sulla terra del passato dove le quattro ex Sorelle Ayakashi (che Sailor Moon aveva guarito con il Cristallo d'Argento) lo aiutano. Ma Wiseman lo rintraccia e lo uccide prima che possa avvertire suo fratello maggiore del vero male davanti ai suoi occhi. |                   |                        |
| 41 (87) | Diamond si ribella 「愛と未来を信じて！うさぎの決心」 - Ai to mirai o shinjite! Usagi no kesshin – "Credete nell'amore e nel futuro! La determinazione di Usagi" | 26 febbraio 1994  | 21 novembre 1995       |
| 41 (87) | Le Sailor entrano nel Black Crystal per fermare Wiseman, ma Prince Demand rapisce Sailor Moon ancora una volta. Dopo averlo finalmente aiutato a capire cosa sta realmente accadendo, Prince Demand alla fine si sacrificherà per permetterle di salvare sia il presente che il futuro. |                   |                        |
| 42 (88) | L'ultima battaglia 「光と闇の最終決戦！未来へ誓う愛」 - Hikari to yami no saishū kessen! Mirai e chikau ai – "Battaglia finale della luce e del buio! Promessa d'amore per il futuro" | 5 marzo 1994      | 22 novembre 1995       |
| 42 (88) | Le Sailor tentano di entrare nel Black Gate, ma Black Lady appare e le attacca. Sailor Moon cerca di usare l'enorme energia del Silver Crystal per mostrare a Black Lady i suoi veri ricordi. Dopo un po', Black Lady si trasforma di nuovo in Chibiusa. Quindi, Wiseman rivela di essere il Fantasma della Morte e procede ad aprire il Cancello Nero per attaccare la Terra, costringendo Sailor Moon a combattere. Chibiusa piange e dalla sua lacrima esce il Cristallo d'Argento del futuro. Insieme, Neo Regina Serenity e Chibiusa sopraffanno il Fantasma della Morte, distruggendo lui e il Cristallo Nero per sempre. Più tardi, Chibiusa ritorna nel futuro di Crystal Tokyo, e si riunisce finalmente con sua madre e suo padre, e le future Sailor Guardians. |                   |                        |
| 43 (89) | Prologo alla nuova battaglia 「うさぎ達の決意！新しき戦いの序曲」 - Usagi-tachi no ketsui! Atarashiki tatakai no jokyoku – "La determinazione di Usagi e le altre! Prologo di una nuova battaglia" | 12 marzo 1994     | inedito, mai trasmesso |
| 43 (89) | Un riassunto delle due stagioni precedenti e un'anteprima per la terza stagione, Sailor Moon S. Durante le voci fuori campo, le Sailor Guardians discutono su chi diventerà il nuovo personaggio principale. |                   |                        |